# فلورین کرویتورو
فلورین کرویتورو (رومانیایی: Florin Croitoru؛ زادهٔ ۲۵ اوت ۱۹۹۳) وزنه‌بردار مرد اهل رومانی است.
وی در مسابقات کشوری و بین‌المللی در مجموع برندهٔ ۶ مدال طلا، ۱ مدال نقره، ۱ مدال برنز شده‌است.